# Аркадельт, Якоб
Якоб Аркаде́льт (Jacobus Arcadelt; ок. 1507, Намюр — 14 октября 1568, Льеж) — фламандский композитор; работал преимущественно в Италии. Один из основателей традиции итальянского мадригала XVI века.

## Биография
Несмотря на то что большинство раннепечатных сборников передают имя Аркадельта в галлицизированной форме Arcadet, современные учёные предполагают всё же фламандское происхождение композитора. Начиная с 1520-х годов жил в Италии. В 1535-37 годах состоял на службе флорентийского герцога Алессандро Медичи, возможно, сменив на этом посту Филиппа Вердело́. В 1538 году переехал в Рим, где написал мадригал «Ecco d’oro l’età» по случаю бракосочетания Маргариты Пармской и Оттавио Фарнезе. В 1540-51 был капельмейстером (magister capellae) в Сикстинской капелле. Около 1552 г. по неизвестной причине Аркадельт оставил Рим и переехал в Париж. Документальных свидетельств о последнем, французском, периоде жизни композитора почти не сохранилось. Известно лишь, что в 1554 он числился певчим в капелле Карла IX, а в 1557 служил капельмейстером у кардинала Шарля де Гиза.

## Творчество
В творческом наследии Аркадельта исключительно вокальная музыка: 24 мотета (преимущественно на 4 и 5 голосов), 126 многоголосных песен на французские стихи (шансон), латинские многоголосные песни (на тексты Вергилия, Горация, Марциала), около 250 мадригалов (на 3-6 голосов, главным образом, на 4 голоса; многие мадригалы, опубликованные в печатных сборниках того времени как анонимные, возможно, также принадлежат Аркадельту), три мессы, магнификат, три сборника ламентаций.
По общему признанию, историческая заслуга Аркадельта — развитие и внедрение в итальянскую музыкальную культуру XVI века мадригалов, которые композитор писал на стихи Петрарки, Якопо Саннадзаро, Пьетро Бембо, Филиппо Строцци и других (в том числе анонимных) поэтов. Наиболее известные мадригалы Аркадельта: «Chiare fresch’ e dolce acque», «Dai dolci camp’ Elisi» (с элементами театрализации), «Deh dimm’ Amor se l’alma» и «Io dico che fra voi» (на стихи Микеланджело), «Белый и нежный лебедь» («Il bianco e dolce cigno», на стихи Дж. Джудиччони; самое популярное сочинение Аркадельта), «O felic' occhi miei».
Гармония Аркадельта диатонична, сложностям имитационной полифонии Аркадельт нередко предпочитает моноритмическую фактуру, фобурдон и силлабику. Изредка (как в мадригале «Viddi fra l’herbe verde») использовал новомодную технику note nere.
Полное собрание сочинений Аркадельта опубликовал в серии «Corpus mensurabilis musicae» Альберт Си.

## Список сочинений (выборка)

### Сборники мадригалов
- Il primo libro di madrigali (a4; Венеция, 1539, 64 пьесы; сборник переиздавался [с изменениями контента] более 50 раз, последний раз в 1654)
- Il secondo libro de madrigali (a4; Венеция, 1539)
- Il vero secondo libro di madrigali (a4; Венеция, 1539)
- Terzo libro de i madrigali novissimi (a4; Венеция, 1539)
- Il quarto libro di madrigali (a4; Венеция, 1539)
- Primo libro di madrigali (a3; Венеция, 1542)
- Il quinto libro di madrigali (a4; Венеция, 1544)
- Прочие мадригалы в составе различных сборников (между 1537 и 1559)

### Сборники шансон
- Quatorsiesme livre de chansons (a4-a6; Париж, 1561)
- Tiers livre de chansons (а4; Париж, 1567)
- Quatrième livre de chansons (а4; Париж, 1567)
- Cinquième livre de chansons (а4; Париж, 1567)
- Sisième livre de chansons (а4-а5; Париж, 1569)
- Neuvième livre de chansons (а4-а6; Париж, 1569)

### Мессы
- Missa «Ave regina caelorum» (a5; Париж, 1557)
- Missa de beata virgine (a4; Париж, 1557)
- Missa «Noe Noe» (а6; на мотет Ж.Мутона; Париж, 1557)

### Прочая церковная музыка
- Magnificat primi toni (а4-а6; Париж, 1557)
- Lamentationes Jeremiae I (а4; Париж, 1557)
- Lamentationes Jeremiae II (а4; Париж, 1557)
- Lamentationes Jeremiae IIII (а4; Париж, 1557)

### Мотеты
- Benedixit Deus Noe (a4, 1532)
- Candida virginitas (a6)
- Congregati sunt (a5, 1538)
- Corona aurea (a5)
- Domine Deus omnipotens (a4, 1538)
- Domine exaltetur manus tua (a4, 1539)
- Domine non secundum peccata nostra (a3-a5)
- Dum complerentur dies Pentecostes (a5, 1538)
- Estote fortes in bello (a6)
- Filiae Jerusalem (a4, 1532)
- Gaudent in caelis (a5, 1538)
- Gloriosae Virginis Mariae (a5)
- Haec dies (a4, 1532)
- Hodie Beata Virgo Maria (a4, 1539)
- Istorum est enim (a7, 1564)
- Memento salutis auctor (a4)
- Michael archangele (a5, 1538)
- O gloriosa domina (a4, 1538)
- O pulcherrima mulierum (a5, 1539)
- O sacrum convivium (a5, 1539; спорная атрибуция);
- Pater noster (a8, 1545);
- Recordare Domine (a5, 1540);
- Regina caeli (a5)
- Salve regina (a5)

### Латинские песни
- At trepida et coeptis (Вергилий; a4, 1556)
- Integer vitae scelerisque (Гораций; a3, 1559)
- Montium custos nemorumque, (a3, 1559)
- Poscimur, si quid vacui (Гораций; a3, 1559)
- Vitam que faciunt beatiorem (Марциал; a4, 1556)

## Рецепция
Слава Аркадельта-композитора в годы его жизни и ещё долго после смерти была велика. Достаточно сказать, что Первая книга мадригалов на протяжении столетия (в промежутке между 1538 и 1654 годами) перепечатывалась 58 раз. Светские композиции Аркадельта становились основой месс-пародий, многочисленных интабуляций, инструментальных обработок (для виолы да гамбы). На картине Караваджо «Лютнист» в партитуре лютниста читаются ноты басовой партии мадригала Якоба Аркадельта «Voi sapete ch’io vi amo» («Вы знаете, что я люблю вас»).
Исполняемое иногда под именем Аркадельта четырёхголосное сочинение «Ave Maria» в действительности представляет собой вольную обработку трёхголосной шансон Аркадельта «Nous voyons que les hommes», принадлежащую французскому композитору Пьеру-Луи Дитшу (1808—1865). Именно это позднейшее сочинение (а вовсе не оригинальную шансон Аркадельта) взял за основу своей органной фантазии Ференц Лист.